# Michail Ochitovič

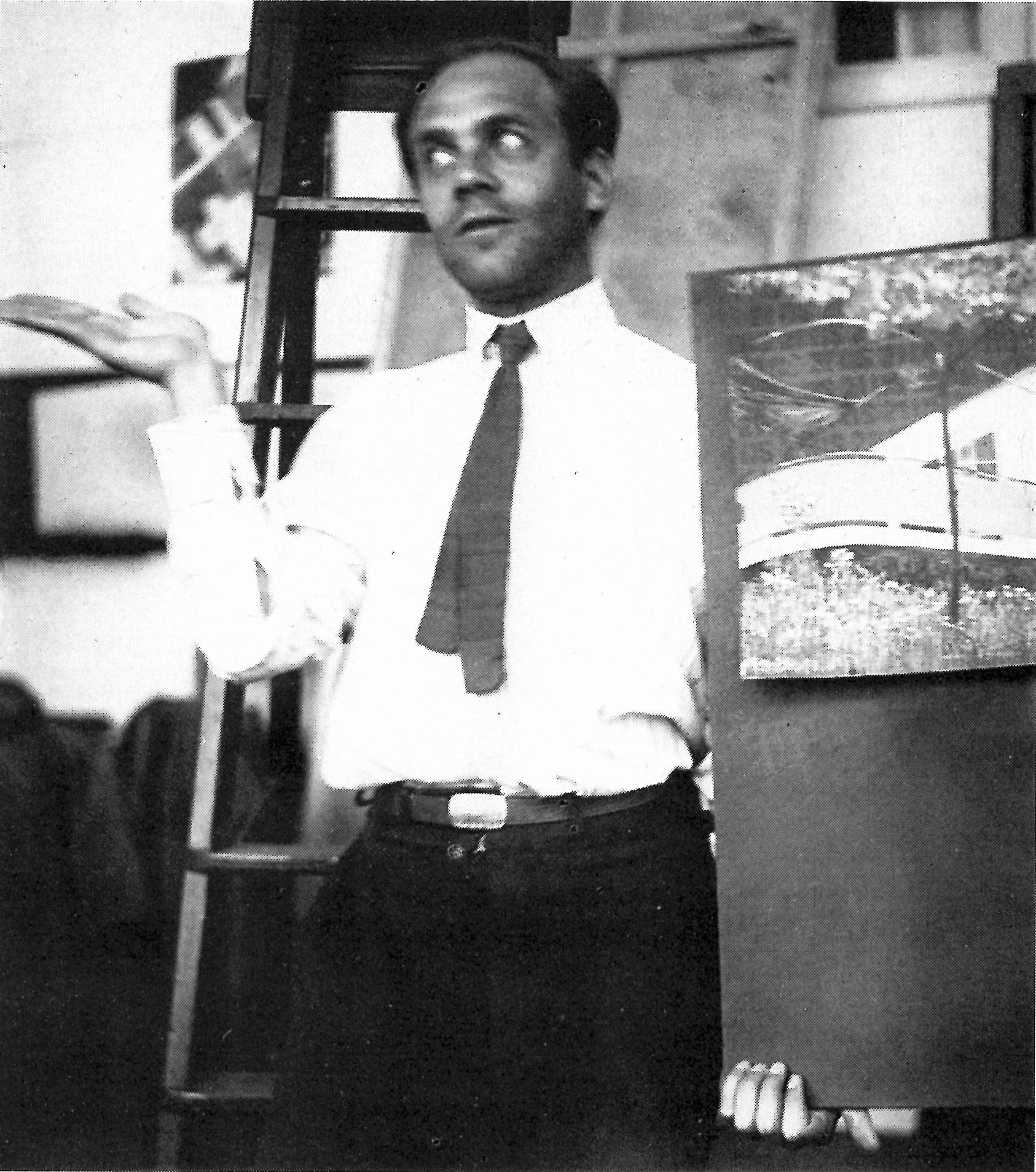
Michail Ochitovič

Michail Aleksandrovič Ochitovič (in russo Михаил Александрович Охитович?, angl. Mikhail Alexandrovich Okhitovich; San Pietroburgo, 1896 – Mosca, 1937) è stato un sociologo, economista e architetto sovietico.

## Biografia
Michail Aleksandrovič Ochitovič nel 1917 aderì al partito bolscevico e prestò servizio nell'Armata Rossa fino al 1925.
Teorico dell'architettura, fu maggiormente noto per le sue proposte sul "Disurbanism" nel 1929-30.
Nel 1933 Ochitovič fu rimproverato dai dirigenti del Partito Comunista e nel 1935 causò costernazione un suo discorso nel quale difese il costruttivismo, attaccò lo stalinista "culto della personalità" e il nazionalismo. Una campagna condotta da Karo Halabyan e da Arkadij Mordvinov portarono al suo arresto nello stesso anno. Fu inviato nei gulag, dove fu giustiziato nel 1937. È stato riabilitato il 10 febbraio 1956, insieme ad altre vittime delle grandi purghe staliniane.